# 1929 în științifico-fantastic
- 1928 în științifico-fantastic — 1929 în științifico-fantastic — 1930 în științifico-fantastic

1929 în științifico-fantastic a implicat o serie de evenimente:

## Nașteri și decese

### Nașteri
- Johanna Braun (d. 2008)
- Ernest Callenbach (d. 2012)
- Larry Collins (d. 2005)
- Philippe Curval, Pseudonimul lui Philip Tronche
- Len Deighton
- Brian Earnshaw
- Parke Godwin (d. 2013)
- Helmut G. Grob
- Fasil Iskander
- Donald Kingsbury
- Ursula K. Le Guin (d. 2018)
- Ira Levin (d. 2007)
- Alexander Malec (d. 2014)
- Walter F. Murphy (d. 2010)
- Masanori Nakamura
- Hugo Raes (d. 2013)
- Ihor Rossochowatskyj (d. 2015)
- Lothar Streblow
- Sheri S. Tepper (d. 2016)
- Hannelore Valencak (d. 2004)
- Peter Van Greenaway (d. 1988)
- Robert Wells
- Robert Westall (d. 1993)
- Arnulf Zitelmann

### Decese
- Richard Baerwald (n. 1867)
- Auguste Groner (n. 1850)
- Hans Ludwig Rosegger (n. 1880)
- Garrett P. Serviss (n. 1851)
- Louis Tracy (n. 1863)
- Hans von Wentzel (n. 1855)

## Cărți

### Romane
- After 12,000 Years de Stanton A. Coblentz
- The Bridge of Light de A. Hyatt Verrill
- Mond-Rak 1. Eine Fahrt ins Weltall de Otfrid von Hanstein[2][3][4]
- Traficantul de aer (Продавец воздуха)  de Aleksandr Beleaev
- Hoiti-Toiti (Хойти-Тойти) de Aleksandr Beleaev
- The Maracot Deep de Arthur Conan Doyle
- The Planet of Peril de Otis Adelbert Kline
- The World Below de S. Fowler Wright

### Colecții de povestiri
- The Stratagem and other Stories de Aleister Crowley

### Povestiri
- "The Curse of Yig" de H. P. Lovecraft și Zealia Bishop
- "The Disintegration Machine" de Arthur Conan Doyle
- "The Mirrors of Tuzun Thune" de Robert E. Howard
- "The Shadow Kingdom" de Robert E. Howard
- "Skull-Face" de Robert E. Howard

## Filme
| Titlu              | Regizor        | Distribuție                                            | Țara                                                  | Sub-Gen /Note |
| ------------------ | -------------- | ------------------------------------------------------ | ----------------------------------------------------- | ------------- |
| High Treason       | Maurice Elvey  | Benita Hume, Basil Gill, Jameson Thomas, Milton Rosmer | Regatul Unit al Marii Britanii și al Irlandei de Nord | [ 5 ]         |
| Insula misterioasă | Lucien Hubbard | Lionel Barrymore, Jane Daly, Lloyd Hughes              | Statele Unite ale Americii                            |               |
| Femeia în lună     | Fritz Lang     | Klaus Pohl, Willy Fritsch, Gerda Maurus, Fritz Rasp    | Germania                                              |               |
|                    |                |                                                        |                                                       |               |